# Osztrák férfi kézilabda-válogatott
Az osztrák férfi kézilabda-válogatott Ausztria nemzeti férfi kézilabda-válogatottja, melyet az Osztrák Kézilabda-szövetség irányít.

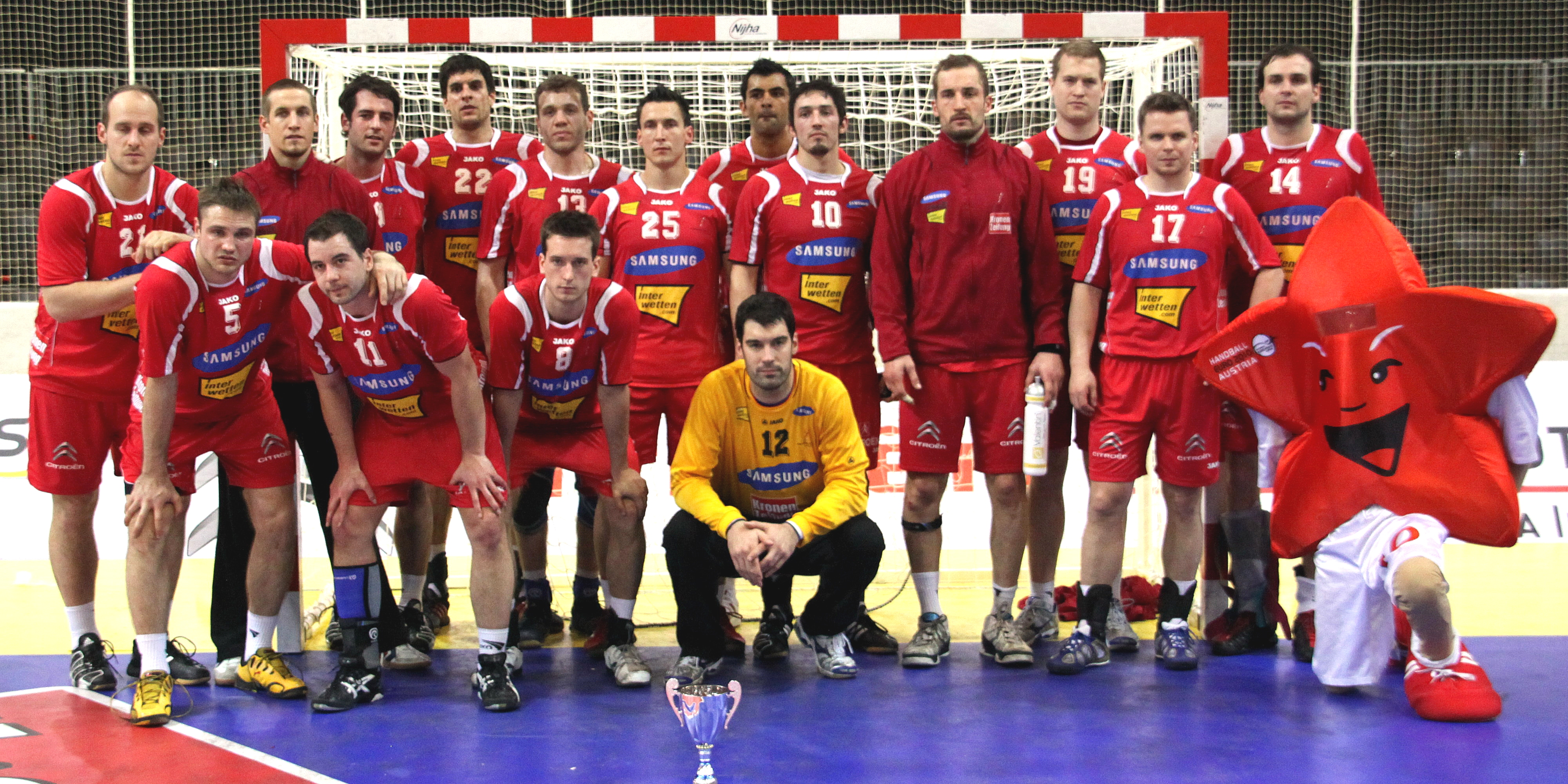
Osztrák kézilabda válogatott, 2010-01-09

## Részvételek

### Férfi kézilabda-világbajnokság
- 1938:  Ezüst
- 1958: 9. hely
- 1993: 14. hely
- 2011: 18. hely
- 2015: 13. hely
- 2019: 19. hely
- 2021: 26. hely
- 2025: 17. hely

### Férfi kézilabda-Európa-bajnokság
- 2010: 9. hely
- 2014: 11. hely
- 2018: 15. hely
- 2020: 8. hely
- 2022: 20. hely
- 2024: 8. hely

## Külső hivatkozások
- A nemzeti válogatott